# Barry Menikoff
Barry Menikoff (geboren am 2. Januar 1939 in New York) ist ein amerikanischer Literaturwissenschaftler.
Er studierte am Brooklyn College (B.A 1960) sowie an der University of Wisconsin (M.S. 1962, Ph.D., 1966). Seit 1965 lehrt er englische Literatur an der University of Hawaiʻi at Mānoa. Sein Forschungsschwerpunkt ist die englische und amerikanische Literatur des 19. Jahrhunderts, insbesondere gilt sein Interesse dem schottischen Autor Robert Louis Stevenson.

## Werke
- (Hrsg. mit R. A. Rees): The Short Story: An Introductory Anthology. Little, Brown, New York 1969.
- Robert Louis Stevenson and "The Beach of Falesa": A Study in Victorian Publishing, With the Original Text. Stanford University Press, Stanford CA 1984.
- (Hrsg.): Robert Louis Stevenson: Tales From the Prince of Storytellers. Northwestern University Press, Evanston IL, 1993.
- (Hrsg.): Robert Louis Stevenson's Kidnapped, or, The Lad With the Silver Button: The Original Text. Huntington Library, San Marino CA, 1999